# Renald I de Bar
Renald I el Borni, nascut cap a 1080, mort el 10 de març de 1149 a la mar Mediterrània, va ser comte de Bar i senyor de Mousson de 1105 a 1149 i comte de Verdun de 1105 a 1134. Era fill de Teodoric o Thierry I de Montbéliard, comte de Montbéliard, d'Altkirch, de Ferrette i II de Bar, i d'Ermentruda de Borgonya.
El 1102 va esdevenir protector de l'abadia de Saint-Pierremont. A la mort del seu pare, va obtenir el comtat de Bar i la senyoria de Mousson en el repartiment. El bisbe de Verdun li va confiar igualment el comtat de Verdun. Va ser molt sovint en conflicte amb el bisbe, sent massa poderós per ser el vassall d'aquest últim, fins al punt que van ser diverses vegades deposat del comtat de Verdun i hi va renunciar definitivament el 1134.
Durant la Lluita de les Investidures, va ser partidari del papa i va combatre el bisbe de Verdun, partidari de l'emperador. El 1113 l'emperador Enric V va intervenir en la lluita, va prendre per assalt el castell de Bar i va capturar a Renald. No serà alliberat més que després d'haver jurat fidelitat i haver prestat homenatge.
Va combatre per ampliar el seu domini de Mousson intentant recuperar el patrimoni a la zona de Godofreu el Geperut. Va obtenir Stenay i Mouzay del bisbe de Verdun el 1100, i després Briey cap a 1130. El 1134, abandonant els seus drets sobre el comtat de Verdun, va rebre Clermont-en-Argonne. Jofré de Bouillon havia cedit Bouillon al bisbe de Lieja precisant que si tornava de Terra Santa, podria redimir la senyoria, i autoritzant aquesta facultat als seus hereus. Renald, qualificant-se d'hereu, va reclamar la ciutat i, davant el rebuig del bisbe, la va prendre per assalt el 1134. Tanmateix la va haver de tornar el 1140. Sembla haver estat en bons termes amb el seu veí Simó I de Lorena.
Des de 1128, havia emès el vot de creuar-se, però les seves diferents preocupacions li havien impedit. Finalment va marxar a la Segona Croada amb els seus fills Renald i Thierry, i va morir al vaixell durant la tornada.

## Matrimonis i fills
D'una primera esposa desconeguda, va tenir un fill nascut el 1113 i mort abans 1120.
Es va casar de nou el 1120 amb Gisela de Vaudémont (1090 † 1141), vídua de Renard III, comte de Toul, filla de Gerard I de Vaudémont, comte de Vaudémont, i d'Hedwiga de Dagsbourg, i va tenir:
- Hug (vers 1120 † 1141)
- Agnès, casada vers 1140 amb Albert I († 1163), comte de Chiny
- Clemència casada cap a 1140 amb Renald II, comte de Clermont (1070 † 1162), i després amb Teobald III, senyor de Crépy
- Renald II (1115 † 1170), comte de Bar
- Teodoric o Thierry III de Bar († 1171), 54è bisbe de Metz
- Matilde, casada amb Conrad I, comte de Kyburg
- Estefania, senyora Commercy, casada amb Hug III, senyor de Broyes

## Font
- Georges Poull, La Maison souveraine et ducale de Bar, 1994
- Rainald I. Graf von Bar (1105-1149) Arxivat 2005-03-18 a Wayback Machine.